# Hephaestus adamsoni
Hephaestus adamsoni é uma espécie de peixe da família Terapontidae.
É endémica da Papua-Nova Guiné.
Os seus habitats naturais são: lagos de água doce.